# Công nghiệp đánh bạc tại Campuchia

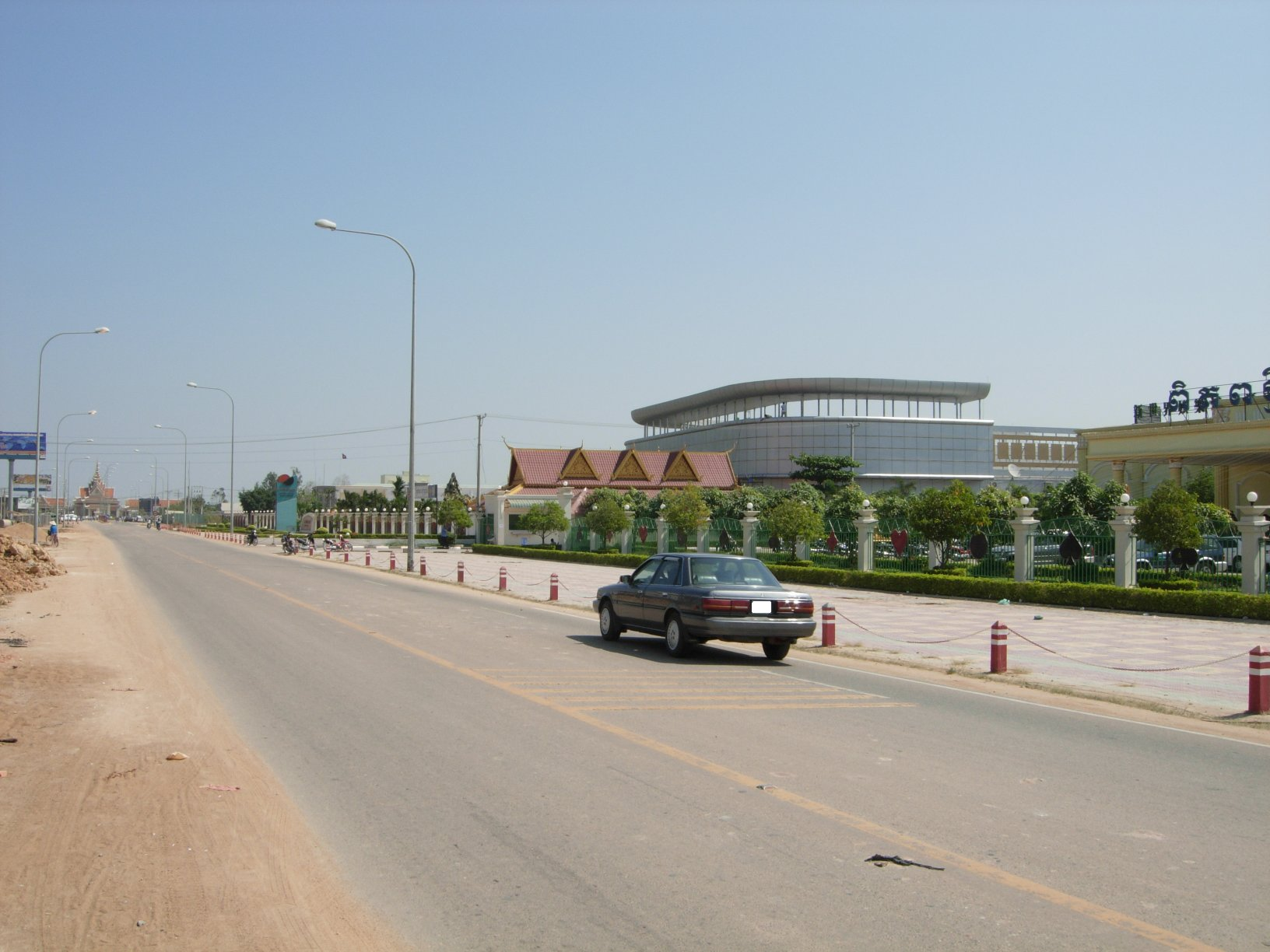
Một sòng bạc của Campuchia đặt tại thị xã Bavet nằm dọc theo biên giới với Việt Nam

Đánh bạc tại Campuchia chính thức bị coi là bất hợp pháp theo Đạo luật nghiêm cấm hành vi đánh bạc và tổ chức đánh bạc năm 1996, đưa tất cả các hình thức đánh bạc chưa được cấp phép ra ngoài khuôn khổ pháp luật và đưa ra các khung hình phạt từ xử phạt hành chính cho đến tù giam ngắn hạn, bất chấp việc Tổng cục Nhà giam của chính phủ Campuchia không liệt đánh bạc vào một trong 28 hành vi phạm tội có thể bị xử phạt bằng hình thức bỏ tù.
Việc nghiêm cấm hành vi đánh bạc và tổ chức đánh bạc, mở rộng ra cả các hình thức đánh bạc trực tuyến, thì chỉ áp dụng cho các công dân là người Campuchia. Tính đến tháng 10 năm 2015, có tất cả 75 casino phục vụ du khách nước ngoài được vận hành bên trong lãnh thổ Campuchia, thu về xấp xỉ 29 triệu USD cho nhà nước trong 9 tháng đầu năm này và tạo ra thu nhập 2 tỷ USD đối với các sòng bài.